# I hope so
『I hope so 〜バラード・アルバム〜』（アイ・ホープ・ソー）は、日本の歌手中森明菜の21枚目のスタジオ・アルバムで、「I hope so」は同作の表題曲である。同作は、2003年5月14日にユニバーサルJよりリリースされた (CD: UMCK-1162, CD+DVD: UMCK-9035)。

## 背景
『I hope so 〜バラード・アルバム〜』は中森自身初のバラード集と銘打たれたスタジオ・アルバムである。このアルバムは、2003年5月14日に、通常盤 (CD: UMCK-1162)と初回限定盤 (CD+DVD: UMCK-9035)の2形態で同時発売された。DVD付初回限定盤でのアルバムリリースは自身にとって初となった。通常盤は、初回プレス分のみ特別仕様のジャケットとなった。また、本作の発売に合わせて、オリジナル・グッズの抽選もあった。2005年7月1日には、デジタル・ダウンロードでもリリースされた。本作では、時をテーマに、「時」・「光」・「宵=夜」・「夢=人」の四部構成となっている。このアルバムで中森は、「虹」・「I hope so」・「Veil」に、先行シングル「Days」を含めて4曲作詞している。このアルバムのプロデュースは、同先行シングル「Days」、セルフ・カバー・ベスト・アルバム『Akina Nakamori〜歌姫ダブル・ディケイド』に引き続いて武部聡志が担当した。レコーディングは、ウェストサイド、オンエア麻布スタジオ、ハートビートレコーディングスタジオで行われた。
タイトルの"I hope so"については、制作当初から中森が決めていたもので、かつて1か月ほどアメリカ留学していた際、ホームステイ先の家族から常々、「私のつたない英語を聞いて、あなたの言ってることは分かるよ。大丈夫。『I hope so』って言ってくれた。その度に気持ちがつながっている気がして大好きな言葉になったんです。」と語っている。また、自身の作詞については、人それぞれの思いや、状況に合う歌詞を思い描いたという。中森作詞曲で表題曲であるこの「I hope so」は、JRグループのCMソングに起用された（『遠くへ行きたい』番組内CM）。
本作リリース後の2003年5月15日より、本作を引っ提げた全国コンサート・ツアーAKINA NAKAMORI LIVE TOUR 2003 - I hope so -を開催した。

## シングル
「Days」が、本作からのリード・シングルとして2003年4月30日に発売された。この楽曲は、テレビ東京系『女と愛とミステリー』エンディングテーマ曲である。本作の初回限定盤DVDには、この楽曲のミュージック・ビデオが収録、サスペンスドラマ仕立てとなっている。2009年9月にはシングル「DIVA Single Version」(CD: UMCK-5257)の3曲目としてタイトルチューンの「I hope so」がシングルカットされた。

## 批評
『I hope so 〜バラード・アルバム〜』について『CDジャーナル』は、「その歌声からは、尋常ならざる世界をくぐり抜けた者だけが持つ凄みと気迫が、ヒシヒシと伝わってくる。」とコメントした。また、「明菜は感情の動きを押さえ、シャウトや切なさの技巧さえ排し、あるがままに歌っている。まるで呼吸をするように、友人に話しかけるように。それなのに聴きながら高揚感をおぼえるのは、愛することでキラキラ輝く敏感な感受性を思い出させてくれるからだろう。」と同誌の鈴木勝生は批評した。『Musicnet』は「まさに彼女の真骨頂とも言うべき仕上がりのバラッド集」と批評した。

## チャート成績
本作は、オリコン週間アルバムチャートの2003年5月26日付で、最高順位15位を記録した。同チャートには、計6週に渡ってランクインしている。

## 収録曲
全編曲：武部聡志　（注記を除く）
| #         | タイトル               | 作詞       | 作曲                 | 時間  |
| --------- | ---------------------- | ---------- | -------------------- | ----- |
| 1.        | 「時」(instrumental)   |            | 武部聡志             | 1:59  |
| 2.        | 「Rain」               | 岡本真夜   | 岡本真夜             | 5:18  |
| 3.        | 「虹」                 | 中森明菜   | 松本良喜             | 4:27  |
| 4.        | 「光」(instrumental)   |            | 武部聡志             | 0:56  |
| 5.        | 「風の果て」           | 松井五郎   | 織田哲郎             | 4:25  |
| 6.        | 「I hope so」          | 中森明菜   | 井上慎二郎・武部聡志 | 4:43  |
| 7.        | 「Veil」               | 中森明菜   | 武部聡志             | 3:54  |
| 8.        | 「宵」(instrumental)   |            | 武部聡志             | 1:15  |
| 9.        | 「夕闇を待って」       | 川江美奈子 | 川江美奈子           | 5:05  |
| 10.       | 「憧憬」(編曲：妹尾武) | 川江美奈子 | Zenkyu               | 4:19  |
| 11.       | 「紡ぎ唄」             | 川江美奈子 | 川江美奈子           | 4:56  |
| 12.       | 「夢」(instrumental)   |            | 武部聡志             | 2:03  |
| 13.       | 「うつつの花」         | 松井五郎   | マシコタツロウ       | 4:21  |
| 14.       | 「Days」               | 中森明菜   | 織田哲郎             | 4:57  |
| 合計時間: | 合計時間:              | 合計時間:  | 合計時間:            | 52:53 |

| #  | タイトル                 | 作詞     | 作曲     |
| -- | ------------------------ | -------- | -------- |
| 1. | 「Days」(promotion clip) | 中森明菜 | 織田哲郎 |

## クレジット
『I hope so 〜バラード・アルバム〜』のライナー・ノーツより
ミュージシャン
| - 弦一徹ストリングス：ストリングス (M-1-2、10、14) - 山中雅文：シンセサイザー・プログラミング (M-1-7、11-14) - 武部聡志：キーボード (M-2-7、11-14)、ピアノ (M-8-9) - 古川昌義：ガット・ギター (M-5、9) - 狩野良昭：アコースティック・ギター (M-5-6、9、11) - 美久月千晴：フレットレス・ベース (M-5)、ベース (M-6、11)、ウッド・ベース (M-9) | - 弦一徹：ヴァイオリン (M-5) - 三沢またろう：パーカッションズ (M-5、9) - 小倉博和：エレクトリック・ギター (M-6、11) - 松本俊弥：ドラムス (M-6、11) - 妹尾武：ピアノ (M-10) - 羽岡佳：ストリングス・アレンジメント (M-10) - 鳥山雄司：ガット・ギター (M-14) |

スタッフ
| - プロデュース: 武部聡志 - recorded & mixed by 三浦瑞生、田村誠、加納洋一郎 (MIXER'S LAB CO.,LTD.) - recorded by 原裕之、片倉麻美子 (MIXER'S LAB CO.,LTD.) - アシスタント・エンジニアズ：上野健也、安達義規、広瀬稔、須加野宏之 (MIXER'S LAB CO.,LTD.)、戸田聖治 (HEART BEAT Recording Studio) - Mastered by 藤野成喜 (UNIVERSAL MUSIC K.K.) - Recorded & Mixed at ウェストサイド、オンエア麻布スタジオ - Recorded at ハートビート レコーディングスタジオ - Mastered at ユニバーサル ミュージック・マスタリング・ルーム#1 - Directed by 森淳一（ユニバーサルJ)、鈴木順 (Halftone Music & Systems,inc.) - A&Rチーフ：藤倉尚（ユニバーサルJ) - プロモーション・チーフ：大原浩（ユニバーサルJ) - セールス・プロモーション：古屋廣人、寺舘京子 (UNIVERSAL MUSIC K.K.) - デザイン・コーディネート：宮本仁美 (UNIVERSAL MUSIC K.K.) - レコーディング・コーディネーターズ：堀野隆敏、野澤奈美、田口章子 (Halftone Music & Systems,inc.)、矢島潤一 (日音アーティスト) | - トータル・グラフィックス・デザイン：MD FACTORY INC. - アート・コーディネーター：小林純 - アート・ディレクター：中島裕次 - デザイナー：丹野美紀 - アシスタント・デザイナーズ：久保田笑子、今岡幸司 - フォトグラファー：塚田和徳 - ヘア&メイクアップ：山田典良 (e.a.t…) - スタイリスト：濱田由美 - スーパーヴァイザーズ：高橋良一（ユニバーサルJ）、羽佐間健二 - エグゼクティヴ・プロデューサー：寺林晁 (UNIVERSAL MUSIC K.K.) - エグゼクティヴ・プロデューサー & ディレクター：門村崇志 (FAITH INC.) - スペシャル・サンクス：内野二朗、小倉禎子 (Music League Inc.)、不破敏之（テレビ東京）、沼部俊夫、内藤公子、佐々木洋、山田由佳（テレビ東京ミュージック）、ADACHI-KUN - 鳥山雄司 by the courtesy of Sony Music Records Inc. - 妹尾武 by the courtesy of silent / Polystar Co., Ltd. |

DVDスタッフ
| - プロデューサー：福永毅志 (Free Flow) - ディレクター & D.O.P.：嘉本哲也 (ON THE MARK INC.) - AD：森田一平 - ガッファー：木村公義 (Office・Doing) - オペレーター：佐藤仁 (GOLDFINGER) | - ヘア&メイクアップ：山田典良 (e.a.t…) - スタイリスト：濱田由美 - キャスト：山口ヒロ、森藤真樹、後藤真一、森内聡、中園達郎、阪本正俊 - DVDオーサリング・コーディネーター：小山康明（ビデオテック） |

## リリース履歴
| 発売日         | レーベル      | 規格                   | 品番      | 備考                     |
| -------------- | ------------- | ---------------------- | --------- | ------------------------ |
| 2003年5月14日  | ユニバーサルJ | CD                     | UMCK-1162 | 通常盤                   |
| 2003年5月14日  | ユニバーサルJ | CD+DVD                 | UMCK-9035 | 初回生産限定盤           |
| 2005年7月1日   | ユニバーサルJ | デジタル・ダウンロード | N/A       |                          |
| 2017年5月3日   | ユニバーサルJ | UHQCD                  | UPCH-7272 | 限定盤                   |
| 2023年5月31日  | ユニバーサルJ | CD                     | UPCY-7840 | スペシャルプライス再発盤 |
| 2023年12月13日 | ユニバーサルJ | LP                     | UPJY-9349 | 初アナログLP化、限定盤   |

## セルフカバー
本作2曲目として収録された「Rain」を楽曲提供した岡本真夜が、2010年11月にリリースしたスタジオ・アルバム『Close To You』にてこの曲をセルフカバーしている。

## 参照
1. 1 2 3 4  『I hope so 〜バラード・アルバム〜』（12cmCD+DVD）中森明菜、ユニバーサルJ、2003年5月14日。UMCK-9035。
2. 1 2 3  “JBOOK:I hope so:中森明菜:CD”. JBOOK.  文教堂. 2011年2月22日閲覧。
3. 1 2 3  “I hope so 中森明菜のプロフィールならオリコン芸能人事典-ORICON STYLE”.  オリコン. 2012年2月13日閲覧。
4. 1 2 3  “I hope so 中森明菜のプロフィールならオリコン芸能人事典-ORICON STYLE”.   オリコン. 2012年4月3日閲覧。
5. 1 2 3 4  “中森明菜 / I hope so〜バラード・アルバム〜 [CD] [アルバム] - CDJournal.com”. CDジャーナル.   音楽出版社. 2011年2月22日閲覧。
6. 1 2 3 4 5 6 7 8 9  “中森明菜 :: I hope so”.  ユニバーサルミュージック. 2003年5月24日時点のオリジナルよりアーカイブ。2012年7月28日閲覧。
7. ↑  “mora[モーラ] : 中森明菜「I hope so〜バラード.アルバム〜」を試聴・ダウンロード”.  レーベルゲート. 2012年4月3日閲覧。
8. ↑  “iTunes - ミュージック - 中森明菜「Ballade Album: I Hope So」”.  Apple. 2012年4月3日閲覧。
9. ↑  『Days』（12cmCD）中森明菜、ユニバーサルJ、2003年4月30日。UMCK-5094。
10. ↑  “中森明菜 / Akina Nakamori〜歌姫ダブル・ディケイド [CD] [アルバム] - CDJournal.com”.   音楽出版社. 2012年4月3日閲覧。
11. 1 2  雨宮真弓「歌姫降臨。 DEVA is BORN.」『デジタルTVガイド』第3巻第7号、東京ニュース通信社、2003年7月1日、8頁、通巻25号。
12. ↑  “作品詳細表示”. 作品コード 109-3815-0 I HOPE SO.  日本音楽著作権協会. 2012年2月13日閲覧。
13. ↑  “スポニチアネックス 芸能 記事”.  スポーツニッポン (2003年5月16日). 2003年6月2日時点のオリジナルよりアーカイブ。2012年2月13日閲覧。
14. ↑  “ZAKZAK”. 夕刊フジ.  産業経済新聞社 (2003年5月16日). 2010年12月27日時点のオリジナルよりアーカイブ。2012年2月13日閲覧。
15. ↑  “中森明菜 / Days [CD] [シングル] - CDJournal.com”.   音楽出版社. 2012年4月3日閲覧。
16. 1 2  “Musicnet - ニューリリース 詳細”. DISC REVIEW I hope so.  ソニー・マガジンズ. 2011年2月22日閲覧。
17. ↑  “ZAKZAK”. 夕刊フジ.   産業経済新聞社 (2003年4月21日). 2003年4月30日時点のオリジナルよりアーカイブ。2011年2月22日閲覧。
18. ↑  “[CD] DIVA Single Version / 中森明菜 - Neowing”.   ネオ・ウイング. 2012年7月28日閲覧。
19. ↑  『CDジャーナル』第47巻第6号、音楽出版社、2003年6月。
20. ↑  “検索結果-ORICON STYLE アーティスト/CD検索”.   オリコン. 2012年4月3日閲覧。
21. ↑  “岡本真夜 / Close To You - CDJournal”.   音楽出版社. 2013年4月30日閲覧。